# Fitocosmética

Flores, muito usadas na fitocosmética.

A fitocosmética faz parte da cosmetologia, que consiste em usar plantas em cosméticos.
A popularização do uso de plantas em cosméticos é atribuída ao fato de não necessitarem de regulamentação, sendo considerados seguros por agências de vigilância sanitária, além dos benefícios oferecidos pela rica composição das plantas, que na maior parte são conhecidas e consagradas pela medicina popular.